# 死神姫の再婚
『死神姫の再婚』（しにがみひめのさいこん）は、小野上明夜による日本のライトノベル。イラストは岸田メル（「儚き永遠の恋人達」以降は冨士原良に変更）が担当している。B's-LOG文庫→ビーズログ文庫（エンターブレイン→KADOKAWA）より2007年9月から2016年9月まで刊行された。第9回エンターブレインえんため大賞ガールズノベル部門奨励賞を受賞した。2013年2月時点で累計販売数は55万部を記録している。政略結婚後に主人公が夫となる人物から溺愛される「姫嫁」というジャンルを確立させたのが本作である。
メディアミックスとして、2009年にエンターブレインの特設サイトにてドラマCD化が発表された。また、2011年2月15日に発売の『コミックビーズログ キュン!』Vol.9（エンターブレイン）より冨士原良の作画で、2012年3月30日より配信の『花とゆめONLINE』にて夏目コウの作画でコミカライズ版が連載された。

## あらすじ
没落貴族の娘アリシア・フェイトリンは叔父の口利きで家名目当ての成り上がり貴族へ嫁ぐが、結婚式の最中に新郎が謎の急死を遂げる。それから一年、噂が噂を呼んで「死神姫」と呼ばれるようになっていた彼女の元へ、叔父が再び縁談を持ち込んできた。相手は暴君と噂される新興貴族の「<強>公爵」カシュヴァーン・ライセンだった。

再婚するべくライセンの領地アズベルグにやって来たアリシアを待っていたのは、不気味な装飾を施された屋敷と公爵の愛人を名乗るメイドである。そのうえ、初めて会った公爵は、自分の花嫁に「あなたの名を金で買った」と言い放つ。しかし、アリシアは周囲の予想を裏切り、「お買い上げありがとうございます!」と満面の笑みをもって返す。

## 登場人物
※キャストはドラマCD版のもの。

### アズベルグ地方
アリシア・ライセン
声 - 小林ゆう
本作の主人公。ライセン強公爵夫人で地方伯フェイトリン家の直系の子女。初登場時は15歳。
「死神姫」という物騒な通称から、絶世の美女とか眼が三つあるとか角が生えている等様々に噂されるが、実際は平凡で地味な容姿の少女である。
実家は格式高い地方伯だが、没落して久しい。そのため、独身時代は使用人も使わず一人で生活しており、自身の身支度はもちろん、庭を耕しての家庭菜園や料理等の家事を得意としている。趣味の読書も、値段が安いという理由で恐怖小説ばかりを読んでおり、その影響でおどろおどろしいものを好む。同様の理由から、薄暗く不気味なライセンの屋敷を初めて見たときも「理想のお城だ」とはしゃいでいた。
浮世離れした天然ボケな上、長い貧乏生活によりかなり現金で俗物的な性格をしている。同様の理由で、幼少のころから有毒な多肉植物「肥料いらず」を食べており、毒に耐性がある。また、怒りや悲しみの感情は燃費が悪いとの考えから、嫌がらせなどには気付かないよう心に蓋をし、あえて避けている。加えて、視力が相当悪く、眼鏡をかけてはいるがあまり見えていない。
幼少期に貧しさが原因で両親が死去。特に親族もおらず、両親亡き後は叔父を後見人として屋敷を受け継ぎ、ひっそり暮らしていたが、叔父の口利きで金持ちの新興貴族との結婚が決まる。しかし、結婚式で夫が殺害され未亡人となったため、そのまま離縁し実家へ戻り、この事件がもとで「死神姫」の二つ名が付いた。
一年後、再び叔父の手引きにより、ライセン家当主カシュヴァーンと再婚。爵位は名ばかりで貧乏な上に、広大な実家の屋敷は維持費がかかるため、金持ちであるカシュヴァーンとの結婚は渡りに船であったアリシアは、政略結婚で名ばかりの妻だと聞かされても「お買い上げありがとうございます」と嬉々として受け入れ、ノーラが公然と愛人を自称しても「さすがお金持ち」と歓迎している。
結婚当初は正に“政略結婚”だったが、少しずつ互いを知り愛情を育む。たまにカシュヴァーンが夫婦らしい事をしようとすると急に「お腹が痛く」なってしまい、どうしてそうなるのか本人にも分かっていない。嫉妬は贅沢と考え、かって両親を喪った経験から「誰かを『特別』に好きになること」を恐れていたが、カシュヴァーンとの絆が深まったことで、彼を「『特別』に好きな人」だと認めた。
「翼の祈り」の本部に誘拐されたときに、海に落とされ無事生還したため、「死神姫」のみならず「真の聖女」という噂も立てられた。
カシュヴァーン・ライセン
声 - 杉田智和
新興貴族ライセン“強”公爵家の当主で、アズベルグ地方を治める領主。初登場時は22歳。通称「アズベルグの暴君」。
性格は居丈高で癇癪持ち。自分に従わない領民を殺す事に抵抗を感じておらず、その強硬なやり口から「暴君」と恐れられている。カシュヴァーン自身も「暴君」というイメージを進んで身に付けようとしており、「“強”公爵」という一代限りの称号を、王に自ら望んで与えられた（買った）。
苦労の多い人生を送ってきた為か実年齢より上に見られがち（初対面のアリシアには「33歳くらい」だと思われたが、実際は22歳）。
かなりの合理主義者で、宗教を全く信じておらず、特に国教「翼の祈り」には並々ならぬ敵意を抱いている。ただし最初から信じていなかったわけではなく、メイドであった彼の母が敬虔な「翼の祈り」信者でありながら、死後翼をもらうことができなかったという過去に起因している。
金に物を言わせてアリシアと結婚し、お飾りの妻に迎える。その目的は、成り上がりのライセン家に箔をつけるため名門・地方伯の血を入れること、「死神姫」の名を周囲への牽制に利用すること。初対面のアリシアにもそのことを話して威圧しようとするが、萎縮するどころか嬉々とするアリシアに拍子抜けし、逆にその現実的で合理的な姿を気に入る。
最初はそうでもなかったようだが、日々を共に過ごすうち、アリシアのことを次第に愛しく思うようになる。ついには夫馬鹿をこじらせ、「アリシアは世界一かわいい」と発言しては周囲に視力を疑われている。また、「翼の祈り」教団の策略で崖から海に落ちたアリシアを救出した際には、無信心を公言するカシュヴァーンが無意識に「神よ」と呟いたほど。意外と嫉妬深く、アリシアに他の男が寄り付かないか常に警戒している。
「いつか自分も父のような『怪物』になるのではないか」と恐れ、あえて暴虐に振る舞っていたが、アリシアを愛し、またディネロからアスベルグ地方を託されたことで、アリシアとの間に子を作り平和に生きることを望む様になった。
ノーラ・テルペス
声 - 小清水亜美
アリシア付きのメイドカシュヴァーンの愛人を自称しているものの、彼とそのような関係を持ったことはない。また、アリシアを追い出し正妻の座に収まろうと野心を持っているが、相手にされていない。針子としては有能。
幼い頃に父親を亡くし、女手一つで苦労していた母親を見て「貧乏は嫌だ」と思うようになり、母親の反対を押し切ってライセン家のメイドになった。
成長していくティルナードの姿を見て、次第に好意を抱くようになり、時間をかけてゆっくり愛を育んだ。
ティルナードとの婚約直前に、ゼオルディスの策略によりティルナードとの仲を引き裂かれそうになるが、ガーゼット公爵の養女になることで、ティルナードと婚約することが出来た。
トレイス
声 - 小西克幸
カシュヴァーンの幼馴染で、姉・リリアをレジオールに殺されている。「翼の祈り」の熱心な信徒。変わっていくカシュヴァーンを見ていることに耐えられず、傍から離れ生活していたが、一度はユーランの説得により城に戻りカシュヴァーンに刃を向けた。それを許されて以降は、執事兼カシュヴァーンの右腕として仕えている。外見は年下に見えるがカシュヴァーンよりも2歳年上である。
一度は聖職者を目指したこともあり、下手の聖職者より精神は清らか。結婚はしないと決めている。とても潔癖であり、カシュヴァーンがアリシアといちゃいちゃし始めると「破廉恥」「ふしだら」と声を上げる一方、カシュヴァーンにはアリシアと結ばれて幸せになって欲しいとも思っている。
リュクに絵を習うが才能は皆無。
リュク
「翼の祈り」の信者の一人。美術の才能があり、現アーシェルに逢ったことがある。しかし頼まれた仕事を期日までにやり遂げることができない。アリシアをさらったが彼女を逃がそうとしたことで、教団の裏切り者となった。アリシアたちと共に救出されて以降は、ともにライデンの屋敷に住んでいる。出身はレイデン地方で、何度も帰れと言われているのに帰る様子がない。
口が軽い上に惚れっぽい性格で、アリシアやノーラ、ルネ、果てはセイラにまで好意を抱いていた。
ディネロ・アズベルグ
元地方伯アズベルグ家に生まれた青年。領地を毎日決まった時間に見まわることから、時計公爵と呼ばれていた。ディネロ自身はカシュヴァーンがただの暴君ではなく良い領主だと認めているが、周囲にはアズベルグ地方の真の領主はディネロだとする声は少なくない。
アリシアを好きだが、カシュヴァーンを思う彼女の気持ちを尊重している。「自分は結婚もせず、子も作らない」と宣言し、アスベルグの統治とアリシアをカシュヴァーンに託した。
アレクトール・ケルヴァン
アズベルグ家の執事見習いの青年。ディネロを敬愛し、熱意を持って仕えている。そのため、事あるごとにカシュバーンに食ってかかっているが、カシュバーンからは歯牙にもかけられない。
ダン
ライセン家の料理人。レジオールの代から、『ハルバーストの薔薇屋敷』で働く古参の使用人で、セイラの夫。ガーゼット伯爵が滞在したときには、伯爵の食事に頭を悩ませた。
セイラ
ライセン家のメイド。レジオールの代から、『ハルバーストの薔薇屋敷』で働く古参の使用人で、ダンの妻。リュクを息子のように可愛がっており、手に結婚指輪を嵌めていなかったことから、一時期リュクから惚れられていた。
ロセ
ライセン家の御者。レジオールの代から、『ハルバーストの薔薇屋敷』で働く古参の使用人。アリシアを屋敷まで連れて行く際の馬車の御者を務めた。
レジオール・ハルバースト
先代のアズベルグ地方の領主で、カシュヴァーンの父。薔薇にしか興味のなかった妻ジーナを殺してしまってから、狂気に陥り、薔薇を咲かせるために次々に女性を殺し、薔薇園に彼女達の死体を埋めて肥料にしていた。カシュヴァーンを日常的に虐待していて、最終的にはカシュヴァーンが十五歳の時に彼に本当の母親を明かし、激昂したカシュヴァーンによって殴り殺された。
カシュヴァーンの容姿は父に酷似しており、彼の抱える「いつか自分も父と同じ『怪物』になるのでは」という不安の原因の一つとなっている。
ジーナ・アズベルグ
レジオールの正妻で、アズベルグの出身。薔薇にちなんだ赤いドレスしか着なかった美しいが、変わり者の女性だったと伝えられる。夫となったレジオールに興味を示さず、薔薇の育成に没頭していたが、やがて怒ったレジオールに殺され、薔薇園に埋められた最初の犠牲者となった。
マリアンヌ・ライセン
レジオールに仕えていたメイドで、カシュヴァーンの母。敬虔な「翼の祈り」の信者で、信仰心からレジオールに身体を許したのも。レジオールから虐待を受けていたカシュヴァーンをかばっていた数少ない人物だが、「ジーナが自分の母親である」と聞かされていたカシュヴァーンからは嫌われていた。最終的には他の女性同様に殺され、薔薇園に埋められた。

### レイデン地方
ティルナード・レイデン
声 - 福山潤
レイデン家の数少ない生き残りで、当主であるが成年となっていないため後見人の庇護の元にある。歴代の後見人には見下され、その子供たちには体に傷を付けられるなどの目に逢ってきたため（後にゼオルディスの指示によるものと判明）、ひどいことをしないユーランに依存していた。家族が火事で亡くなったため火が苦手。
カシュヴァーンが新しく後見人となったことで、ライセン夫妻と深く関わることになる。
最初は「（典型的な）甘ったれた貴族のお坊ちゃん」だったが、数々の事件を経て、徐々に成長していく。
自分を馬鹿になるように育て、裏切り、傷付けたユーランのことをそれでも赦すと言い、ユーランの死を看取ったあと彼のために祈り、泣いた。
ノーラと次第に惹かれあうようになり、ゼオルディスの妨害を乗り越えてついに婚約した。
セイグラム･アーレイ
ティルナードの執事兼教育係。自分に相応しい主人を探すために、貴族の家を渡り歩きバルロイの傭兵部隊に所属したこともある。はじめはカシュヴァーンの執事になることを望んでいたが、ティルナードに自分の主にふさわしい素質を見出し、教育係として従っている。
ユーランと酷似した容姿を持つため、ティルナードからの第一印象は最悪だったが、ユーランとは違いティルナード自身を見ていたため、次第に信頼関係を築くようなった。
ティルナードが口答えすると、すぐに鞭を振るう。
ノーラとティルナードの関係が進展することは望んでおらず、妨害しようとしていた。二人が婚約した後は、一線を越えないようにティルナードに間違った性知識を教えている。

### オーデル地方
ジスカルド・オーデル
没落を免れた、オーデル地方の地方伯。非の打ちどころがないほど端整な美貌を持ち、さながらお伽噺に登場する王子様。女性に対しては紳士的な態度で接する。
地方伯至上主義で、新興貴族に良い感情を持っていない。ラグドール人嫌いを公言して憚らず、バルロイを真正面から「汚泥の民」呼ばわりしたこともある。
将来的には自分が王になることを望んでいたが、その野望はランドレイやイーダルには見抜かれていた。エルティーナとの結婚も、そうすることでジスカルドを制しやすいという目論見あってのもの。
弱みを握ることでエリクスを操り、ジェダを使ってルアークにカシュヴァーンとアリシアを殺させようとしたこともある。
領主になった旨を伝えるカシュヴァーンの手紙を封も開けず萎びた薔薇を付けて送り返すなど、カシュヴァーンとは昔から犬猿の仲。
エルティーナ・オーデル
オーデル家に降下した元王女で、かつての名はエルティーナ・フィラル・ド・シルディーン。ゼオルディスの腹違いの姉であるが、ゼオルディスのことを「怪物」と言い、決して愛称では呼ばない。
他に子供がいないため、女王になる勉強をさせられていたこともあった。だが王女として結婚しなければならなくなった際、求婚者の中にいたジスカルドに一目惚れし、彼と結婚したいと訴えた。
アリシアとは文通仲間であり、アリシアをけしかけるべく「小悪魔的な振る舞い方」など様々な入れ知恵をしてカシュヴァーンを困らせている。
エリクス・バスツール
バスツール家の当主。アリシアの最初の夫ブライアンが殺されてから当主争いが起き、ごたごたの末にエリクスが当主となった経緯がある。
母親は屋敷で働く使用人で、卑しい血筋としてブライアンとその仲間達に虐められてきた過去を持つ。台所で寝泊まりさせられ、食事の用意をしていたので料理の腕は良いが、苛められた後遺症で現在もまともな食事がとれない。
森で自殺しようとしていたところを通りかかったルアークに助けられ、ブライアンの暗殺を頼んだ。しかしそれをジスカルドに知られたことで手下となる。

### ガーゼット地方
グラネウス・フィラル・ド・ガーゼット

### フェイトリン地方
キリアン・ロベル
フェイトリン地方を分割統治する五家の五番手、ロベル家の若き当主。当主である父親を不慮の事故で亡くしたため取り潰しの危機に陥るが、ジスカルドの口添えと援助により難を逃れた。
ジスカルドからの援助金が減ってからは、後見人や援助人に苦労しているという共通点を持つティルナードから多少の援助を受けている。
シィル・ロベル
キリアンの妹。本が好きということでアリシアと仲良くなったが、本の好みは全く合わない。
お伽噺に登場する王子様のようなジスカルドに恋をし、一時は愛人のような関係だったが、都合良く扱われていただけだという事実に気付き、想いは断ち切った。

### 玩具の兵隊（翼の護り）
ルアーク
声 - 岸尾だいすけ
「死神」とも呼ばれる凄腕の暗殺者。アリシアの最初の夫を殺した張本人。ティルナードとユーランに雇われ、カシュヴァーンを暗殺しようとしたことがある。
好奇心旺盛で飄々とした性格だが、アリシアの突拍子も無い行動や言葉には年相応の面を見せることもある。
玩具の兵隊（翼の護り）所属時代に、部隊で一番の実力を持っていたため、一番を保つことで怪我を負い戦えなくなった兄・サイードを生存させていたが、当の兄からは憎まれ最終的には殺されそうになったときに返り討ちにしてしまったという過去をもつ。
自身の過去が明らかになった事件の後、アリシアとカシュヴァーンの「息子」となった。自分の誕生日を知らず、後にアリシアとカシュヴァーンの誕生日の間の日が誕生日となった。
レネ
バルロイの傭兵部隊に所属する、少年のような少女。バルロイに好意を持っており、結婚したいと常々言っている。
バルロイに好意を抱いたのは、傭兵達に夜の相手を求められたところをバルロイに助けられ、お礼に彼に抱かれようとしたときに怒られたため。
玩具の兵隊（翼の護り）時代の過酷な経験のため、子を産めない身体となっている。
ジェダ
ルアークによく似た外見の青年。エリクスに使われルアークの兄・サイードを名乗っていたが、偽物だった。エリクスの起こした事件以後はルアークは彼をジェダさんと呼んでおり、アリシアとカシュヴァーンの二人目の「息子」となった。バルロイの傭兵部隊に一時身を置いた後、レイデン家に派遣の護衛として雇われている。
人と話すのが苦手であり、コミュニケーションの先生はバルロイとセイグラム。バルロイからはからかい半分に間違った知識を教えられ、セイグラムからはティルナードとノーラの関係の進展を阻止するように命じられていたりするため、「教えを請う人を間違えている」と言われている。
ギゼ
ルアークのいた部隊で二番目の実力者であり、ラグラドール人とシルディーン人の間に生まれた「灰色」。
「灰色」という出自のためか、精神的に不安定なところがあり、それが弱点となっている。『先生』を神のようにおもっており、『先生』から高い評価を受けているルアークに敵愾心を抱く。
『先生』
かってルアークのいた部隊の統率者であり、ルアークよりはるかに上の実力を持つ。任務に不必要なものに一切興味を持たず、ただ目的の遂行に邁進する生粋の暗殺者。
「神と聖女だけが、わが主」と述べており、海から帰還し新たなる聖女になる資格を持つアリシアに興味を示している。

### 「翼の祈り」教団
クロエ
当代の「聖女アーシェル」。穏健派と急進派の権力闘争や、実権が第一階梯と教団総会に握られていることによってなにもできない現状に憂えている。
レオニアからアリシアの人となりを聞いたことで彼女に興味を持ち、アリシアが教団本部にさらわれたときには自身の客として扱い、彼女の身を保護した。
第二階梯にあり、自分の花婿候補であるナディールを嫌っていたが、ゼオルディスの戴冠式と同時に結婚式が行われ、ついに彼と結婚してしまった。が、結婚式の直後にナディールの出自が明らかになり、ゼオルディスの命により捕らえられてしまう。
ユーラン・スタンバール
声 - 関俊彦
ティルナードの後見人で「翼の祈り」教団の聖職者。うっかりと口を滑らすことがある。穏健派の実力者で、下剋上をたくらむものの排除や、かつての地方伯に立場を取り戻し、教団にいいように操ろうと行動していた。
今までの後見人と違って非道な振る舞いをしなかったため、ティルナードからは信頼されていたが、彼自身は「ティルナード」という一人の人間でなく「名家レイデンの血を引くお坊ちゃん」としてのティルナードしか見ていなかった。
カシュヴァーンの排除に失敗したことから、足に重りをつけたまま湖に落とされるという罰を受けたが、生還。第三階梯から第二階梯に昇格し、ナディールと同じくクロエの花婿候補となった。
レイデン地方を強襲し、セイグラムに重傷を負わせティルナードを誘拐。その後、レオニアが発明したクロスボウ・「裁きの弓」を使い、アリシアと共に脱走しようとしたリュクの腕を傷つけた。アリシアとディネロを結婚させようとしたが、最終的には「裁きの弓」に隠されていた仕掛けにより自滅。ティルナードの前で息絶えた。彼の墓はレイデン地方にひっそりと建てられた。
シルディーン王国宰相・イーダル・スタンバールの息子であり、彼が高い階梯にあったのもイーダルの息子であったためと考えられる。
ナディール
急進派の代表であり、第二階梯にあるクロエの花婿候補。
薄化粧を施した常に笑みを絶やさぬ美青年。夜毎に違う女性を寝所に呼ぶ、至と高い国に位をつくり多額の寄付を貴族に求めるなどの行動から、クロエからは嫌悪されている。
策略家ではあるが、カシュヴァーンたちが教団の本部がラグラドールにあると知っていると勘違いしてアリシアを誘拐する、自身のために行っていた「アーシェル交代の時期が迫っている」という噂の扇動が仇となり「アリシアが新たな聖女である」という考えを信者に植えつけてしまうなど自身の考えや策が裏目に出てしまうことも。
クロエとの結婚式の後、ギゼの告発によりラグラドール人の血をひく「灰色」であることが明らかになった。現在は、ゼオルディスの命により牢に入れられている。
レオニア
教団にいたころのリュクの面倒を見ていた人物で、目元や鼻を覆い隠した長い長髪が特徴である。伯爵家の出身であり、教団での位は第五階梯である。極度の面倒くさがり屋である一方、面倒を減らすという理由から発明を得意とする。
また、逆らうのが面倒だからという理由で急進派に所属しており、ユーランの「裁きの弓」に仕掛けを施し彼を自滅させるなどの行動をとっていた。
クロエからは好感をもたれており、自ら教団本部に誘拐されたアリシアを逃がそうという計画を持ちかけた。アリシアの逃亡計画に加担したことで捕まっていたが、「翼の祈り」によるアスベルグ侵攻の混乱に乗じ、脱出に成功。捕まっていた時に、髪を切られて印象が変わったため、アリシアは最初彼が判らなかった。クロエが城に囚われていると聞き、すぐに助けに行こうとするなど彼女に対し特別な思いを持っていることを伺わせる行動をとっている。
ソルラスカ
先々代の「聖女アーシェル」。聖女の座を降りた後誰とも結婚せず、聖職者になる道を選び、現在は第二階梯にある。
ナディールと共に急進派の代表であったが、のちに「聖女アーシェル」自身による直接支配を唱える原理派の頭目であることが明らかになった。
聖女の座を降りてからも聖女の座に執着し、クロエを追い詰め、パーシアを殺し、「新たな聖女」と一部では呼ばれるアリシアの殺害を『先生』に命じるなどの行動を行ったが、最後はパーシアや教団本部に集めていた次代の聖女候補を殺したときのように海に突き落とされ死亡した。
パーシア
先代の「聖女アーシェル」。聖女の座を降りた後に、現在の第一階梯にあるノートレーと結婚。その後、海に突き落とされ、恐怖で幼児退行を起こしてしまった。
教団本部に誘拐されたアリシアと仲良くなり、彼女に海から生還するための重要なヒントを教えた。
アリシアが救出された後は、急進派の手により海に突き落とされ死亡した。
ノートレー
現在の第一階梯で、パーシアの夫。事実上の教団のトップだが、運営に関心は無く、女遊びにふけっている。

### シルディーン王家
ゼオルディス・フィラル・ド・シルディーン
シルディーン王家の王子であるが、その存在は隠されていた。ティルナードの後見人の子供をそそのかして、彼をいじめさせていた張本人。「図書館の幽霊」と呼ばれている。
額から頬にかけ右目を通って斜めに走る傷跡が特徴で、明るい口調で人の触れられたくない部分にあえて触れようとすることから人からあまりいい印象を持たれない。その言動からはいいようも知れない不気味さが感じられ、実姉のエルティーナからは「怪物」と呼ばれている。
アリシアとは怪奇小説が好きという点で意気投合しており、彼女に「ゼオ」という愛称で呼ぶように求めるなどしている。また、カシュヴァーンを「自分に似ている」といい「友達」と言っているが、カシュヴァーンからは嫌われている。
その出生には謎が多く、触れてはならない禁忌とされている。
仮装舞踏会の後、父とイーダルを殺害し、シルディーン王国第十三代国王となった。
ランドレイ・フィラル・ド・シルディーン
シルディーン国の国王。臆病者で疑い深く、永遠の命を得るために錬金術師を傍に置いていたこともある。しかしその錬金術師は「翼の祈り」が仕組んだもので、暗殺されかける。甚だ役立たずな王ではあるが、自分の地位を脅かす者の動きには敏感。
様々な恐怖に脅かされ続けた結果、精神を病んでしまう。しかしそれら全てゼオルディスやイーダルが仕組んだもの。最終的には息子であるゼオルディスに殺される。

### スタンバール家
イーダル・スタンバール
シルディーン王国の宰相。愚鈍な王と噂されるランドレイに代わり、国を纏めている。
ランドレイを立派な王にしようと努力いていたが結果は実らず、次第にランドレイに怒りと憎しみを持つようになった。
隠されていた王子ゼオルディスを王にすることで自身が実権を握ろうとしていた。そしてゼオルディスと共に国王暗殺を計画するも、ゼオルディスの裏切りによって命を落とす。
王家に有利なようにするため息子ユーランを「翼の祈り」に入れたの。コゼットは家名も伝えず修道院にやった上、利用価値がなくなるとあっさり切り捨てた。
コゼット・スタンバール
ユーランの腹違いの妹で、スタンバール家の令嬢であるが、最近まで本人もそのことを知らなかった。ティルナードとノーラの婚姻を壊す目的でゼオルディスによってティルナードと婚約させられそうになる。
結果ティルナードはノーラを選んだため、元の修道院には戻れず、スタンバール姓を名乗ることも許されないと宣告されたが、アリシアに引き取られアズベルグ家に預けられた。
とても気が弱く、些細なことにも反応して気絶する。ディネロに恋心を抱いている。

### その他
バルロイ・レクサンドール
ラグラドール人の傭兵で、子爵の称号を持つ。カシュヴァーンの剣の師匠にあたる。ノーラをおっぱいメイドと呼んで気に入っている。
「翼の祈り」の本部がラグラドールにあることを隠していたため、一時期はカシュヴァーンから距離を置かれていたが、ソルラスカの命によるアスベルグ侵攻に反発し、再びカシュヴァーンに協力することになった。
レネに好意を抱かれているが、バルロイ自身は彼女の思いを「玩具の兵隊出身者特有の獲物と主を欲する思い」からのものであると考えており、彼女自身の人生を生きて欲しいと思っている。

## 用語
死神姫
アリシアの最初の夫が結婚式で謎の死を遂げたことからついた異名。事件直後、取り乱した夫の母親が、アリシアを「死神」とののしった。その後、醜聞を恐れた夫の家が詳細に関して徹底して口を閉ざしたため、異名が一人歩きして怪奇伝説並みの多くの尾ひれがついた。曰く「三本の角がある」「山を踏み越えられるほどの巨体」など。このため、アリシア本人を見たものは噂に反しての普通ぶりに皆驚く。
シルディーン王国
フェイトリン地方
王国の一地方で、アリシアの故郷。地方伯フェイトリン家は下克上の争いに敗れて没落し、現在は5つの有力貴族（パージェス、ドレーア、カートル、マドリー、ロベル）が分割して統治している。起伏が少なく肥沃な土地で、多くの植物に彩られている。
アズベルグ地方
王国の北の辺境にある地方。領主はライセン家。地方伯アズベルグ家は領主の位を退き、一地域に隠棲している。やせた土地は起伏が激しく、背の高い森が多いので日照に乏しくて農産物の生産性は低い。このような閉鎖的な厳しい気候に生きるせいか、領民は他の地方に比べて「翼の祈り」への信心が深く、迷信にもこだわる。
領主が住む屋敷は、かってレジオール・ハルバーストが行った凶行から『ハルバーストの薔薇屋敷』と呼ばれ恐れられている。最近ではアリシア達が守り石に選んだ巨石が庭に置かれているため、『ライセンの石屋敷』と呼ばれつつある。
レイデン地方
アズベルグから見ると山脈を挟んで東に位置する地方。領主は地方伯レイデン家だが、十年前に起きた騒乱で跡継ぎのティルナードを除く一族の人間ほとんどが皆殺しに遭い、その後は幼かったティルナードの数人の後見人らが実質領地を治めていた。フェイトリンと同じく肥沃で陽光に恵まれた土地。
オーデル地方
アズベルグ地方の隣に位置する地方。領主は地方伯オーデル家で、地方伯のなかで最も強大な権力を有している。エルティーナが現当主ジスカルドの妻になったことで、近年はますます勢力を伸ばしている。
エルナンド地方
王宮があるシルディーン王国の中枢。四方を有力な地方伯の領地に囲まれている。
ガーゼット地方
エルナンド地方に接した位置にある地方。領主は地方伯ガーゼット家で、王家の傍流に当たる。
地方伯
古の昔に聖女アーシェルを支持した人々の末裔といわれ、シルディーン王国内に自分と同じ名の地方を持つ由緒正しい貴族の総称。かつては彼らが各地方の領主でもあったが、ここ数十年来の下克上の気風により、その座を奪われ没落した一族もある。しかし現在もなお彼らの家名と広大な屋敷は名誉の象徴であり、それを手に入れるために繋がりを持とうとする貴族も少なくない。
新興貴族
地方伯ら旧来の貴族に対し、主に近年の下克上の中で名を上げた貴族や元平民を指す。聖女アーシェルの時代の後に生まれ、金で現在の地位を買ったという理由で、貴族の中には彼らを蔑む者もいる。
「翼の祈り」
シルディーンの国教であり、近隣諸国にも信者を持つ宗教。死後、生前の善行に従って「至高き国」に飛んでいくための翼が与えられるという教えがある。逆に悪行を積んだ者は「水底の国」へ行くと信じられており、このため水に関する死は忌み嫌われている。言い伝えでは数百年前に人々が信心を失った時代、神を信じ続けた聖女アーシェルを支持して助けた者が貴族に、迫害した者が平民になったといわれており、シルディーン王国の身分制度の礎ともされている。近年は下克上の影響で貴族制度が大きく変化したことにより、求心力が減じて信仰をおろそかにしている国民も多い。
教団の本部は、ラグラドールにある。
ラグラドール
シルディーンと一部国境を接する隣国。国民は褐色の肌をしている。アズベルグよりも更にやせた土地柄のため主幹産業がなく、多くの人間が傭兵稼業を営む。
大地の女神を崇める宗教が信じられているが、近年では「翼の祈り」を信仰する者もいる。
灰色
シルディーン人とラグラドール人との間に生まれた子供の俗称で、その出生からラグラドール人と同様あるいはそれ以上の差別を受けている。
灰色の家系は、皮膚の色を薄めるために、怪しげな呪術や薬品に頼ったり、シルディーン人の血を入れて時代に期待したりとすさまじい努力を行う。
クルセージュ
シルディーンの西方にある国。「翼の祈り」の権力拡大を防ぐため、政教分離を行った。
肥料いらず
アズベルグやフェイトリンに自生する猛毒の多肉植物。食欲をそそる甘い匂いを発するが、摂取すると毒が全身に回り多くの場合死に至る。食用にする生物はまずいない。この葉から成分を抽出し、毒薬が精製されることもある。
玩具の兵隊（翼の護り）
シルディーン王国と「翼の祈り」が、ラグラドール人の傭兵に勝てる戦士をつくるために生み出した精鋭部隊。『先生』が統制する部隊が最も優秀と言われており、ルアークはその隊の一番であった。構築途中でラグラドール側にその存在を気づかれ、彼らの怒りを買うことを恐れて、部隊は解散。機密保持のため、訓練された兵士の多くは殺されたが、ルアークたちのように生存した者もいる。

## 既刊一覧

### 小説
- 小野上明夜（著）・岸田メル（イラスト、「甘き毒の聖母」まで）・冨士原良（イラスト、「儚き永遠の恋人達」以降）、エンターブレイン→KADOKAWA〈B's-LOG文庫→ビーズログ文庫〉、全22巻
  - 『死神姫の再婚』2007年9月27日初版発行（9月15日発売[6]）、ISBN 978-4-7577-3744-0
  - 『死神姫の再婚 -薔薇園の時計公爵-』2008年1月31日初版発行（1月19日発売[7]）、ISBN 978-4-7577-3987-1
  - 『死神姫の再婚 -腹ぺこ道化と玩具の兵隊-』2008年4月25日初版発行（4月14日発売[8]）、ISBN 978-4-7577-4186-7
  - 『死神姫の再婚 -私の可愛い王子様-』2008年8月22日初版発行（8月11日発売[9]）、ISBN 978-4-7577-4375-5
  - 『死神姫の再婚 -微笑みと赦しの聖者-』2008年12月26日初版発行（12月15日発売[10]）、ISBN 978-4-7577-4589-6
  - 『死神姫の再婚 -鏡の檻に棲む王-』2009年5月29日初版発行（5月18日発売[11]）、ISBN 978-4-7577-4888-0
  - 『死神姫の再婚 -孤高なる悪食大公-』2009年10月27日初版発行（10月15日発売[12]）、ISBN 978-4-04-726065-8
  - 『死神姫の再婚 -飛べない翼の聖女-』2010年2月26日初版発行（2月15日発売[13]）、ISBN 978-4-04-726307-9
  - 『死神姫の再婚 -恋するメイドと愛しの花嫁-』2010年6月15日発売[14]、ISBN 978-4-04-726589-9
  - 『死神姫の再婚 -五つの絆の幕間劇-』2010年10月15日発売[15]、ISBN 978-4-04-726839-5
  - 『死神姫の再婚 -始まりの乙女と終わりの教師-』2011年2月16日発売[16]、ISBN 978-4-04-727062-6
  - 『死神姫の再婚 -定められし運命の貴方-』2011年6月27日初版発行（6月15日発売[17]）、ISBN 978-4-04-727320-7
  - 『死神姫の再婚 -誰にも言えない初恋の君-』2011年10月15日発売[18]、ISBN 978-4-04-727575-1
  - 『死神姫の再婚 -目覚めし女王と夢のお姫様-』2012年2月15日発売[19]、ISBN 978-4-04-727849-3
  - 『死神姫の再婚 -ひとりぼっちの幸福な王子-』2012年6月15日発売[20]、ISBN 978-4-04-728107-3
  - 『死神姫の再婚 -怪物王子の死神姫-』2012年10月15日発売[21]、ISBN 978-4-04-728424-1
  - 『死神姫の再婚 -四つの愛の幕間劇-』2013年2月15日発売[22]、ISBN 978-4-04-728721-1
  - 『死神姫の再婚 -甘き毒の聖母-』2014年2月15日発売[23]、ISBN 978-4-04-729389-2
    - 「絵本付特装版」同日発売[24]、ISBN 978-4-04-729390-8

  - 『死神姫の再婚 -儚き永遠の恋人達-』2015年2月14日発売[25]、ISBN 978-4-04-730217-4
  - 『死神姫の再婚 -彷徨える秘密の貴公子-』2015年12月14日発売[26]、ISBN 978-4-04-730896-1
  - 『死神姫の再婚 -禁断の奇跡の王者-』2016年5月14日発売[27]、ISBN 978-4-04-734180-7
  - 『死神姫の再婚 -愛深き復讐の女神-』2016年9月15日発売[28]、ISBN 978-4-04-734000-8

### 漫画
- 小野上明夜（原作）・岸田メル（キャラクター原案）・冨士原良（作画） 『死神姫の再婚』 エンターブレイン〈B's-LOG COMICS〉、全3巻
  1. 2011年10月15日発売[29]、ISBN 978-4-04-727578-2
  2. 2012年10月15日発売[30]、ISBN 978-4-04-728391-6
  3. 2013年3月15日発売[31]、ISBN 978-4-04-728768-6
- 小野上明夜（原作） / 岸田メル（キャラクター原案） /夏目コウ（作画） 『死神姫の再婚-薔薇園の時計公爵-』 白泉社〈花とゆめCOMICS〉、全3巻
  1. 2012年12月20日発売[32]、ISBN 978-4-592-19760-7
  2. 2014年2月20日発売[33]、ISBN 978-4-592-19775-1
  3. 2016年5月20日発売[34]、ISBN 978-4-592-19790-4

### 関連書籍
- 『ビーズログ文庫アンソロジー オトキュン! 〜死神姫の再婚編〜』2015年12月14日発売[35] ※電子書籍

## ドラマCD
2009年11月26日にフロンティアワークスより発売された。小野上明夜書き下ろしショートストーリー収録。

## 舞台
『舞台・死神姫の再婚〜旦那様、お買い上げありがとうございます!』
2013年3月13日から17日まで、全労済ホールスペース・ゼロにて全8回上演された。脚本・演出は穴吹一朗。主演はアイドルグールプLinQの姫崎愛未。物語の鍵を握る役割として、原作にはない舞台版オリジナルキャストが登場する。

### スタッフ
- 原作 - 小野上明夜[4]
- 脚本・演出 - 穴吹一朗[4]
- 協力 - エンターブレイン[4]
- 主催 - Decca[4]

### キャスト
- 死神姫 アリシア - 姫崎愛未(LinQ) [37]
- 暴君 カシュヴァーン - 太田基裕[37]
- 謎の男 チャーリー（舞台版オリジナルキャスト） - 高木万平（特別出演）[37]
- 地方伯 ティルナード - 関義哉（新選組リアン）[37]
- 裏社会の少年 ルアーク - 吉田大輝[37]
- セクシーなメイド ノーラ - 滝川綾[37]
- 聖職者 ユーラン - 阿部直生[37]
- 暴君の過去を知る男 トレイス - 福山聖二[37]
- 謎の男の助手 グレイプ（舞台版オリジナルキャスト） - 久保慶太
- AIZENN
- sonrisa
- 有坂愛海
- 語り部/謎の男たちの雇い主（舞台版オリジナルキャスト） - 関智一（友情出演）

ほか